# Слука, Олег Георгиевич
Олег Георгиевич Слука — (род. 12 июля 1941, д. Лобковица, Осиповичский район, Могилевская область, БССР) — белорусский профессор, преподаватель, историк, общественный деятель, доктор исторических наук, профессор.

## Биография
Олег Георгиевич Слука родился 12 июля 1941 г. в д. Лобковица, Осиповичского района, Могилевской области. С 1964 по 1968 гг. являлся студентом факультета журналистики Белорусского государственного университета. После окончания аспирантуры в 1971 г. защитил кандидатскую диссертацию. С 1971 работал на факультете журналистики преподавателем, доцентом кафедры истории журналистики и литературы. В 1980 году стал лауреатом премии Ленинского комсомола Беларуси в области науки и техники. В 1986 г. в Ленинградском государственном университете защитил докторскую диссертацию на тему: «Проблемы развития комсомольской печати Беларуси и ее роль в строительстве социализма». 
С 1986 по 1995 гг. профессор А. Г. Слука был деканом факультета журналистики, заведующим кафедрой истории журналистики и литературы. В 1994 году ему было присвоено звание лауреата премии Союза журналистов Беларуси. В 1995 г. перешел на работу в Администрацию Президента Республики Беларусь. С 1997 являлся заместителем министра образования. Учебно-воспитательную работу успешно совмещает с научно-исследовательской деятельностью. Работал профессором кафедры истории журналистики и менеджмента СМИ, с 1 января 2019 г. по сентябрь 2022 г. — профессор кафедры периодической печати и веб-журналистики факультета журналистики БГУ.
С 1991 по декабрь 2020 г. являлся председателем специализированного совета по защите диссертаций при Белорусском государственном университете Д 02.01.08 – филологические науки, специальности в совете: 10.01.10 – журналистика. Заместитель председателя Совета по защите диссертаций по политологии при БГУ.
Автор свыше 350 публикаций, в том числе 14 монографий. Им подготовлены более 25 кандидатов и докторов наук.

## Основные труды
- Слука, А. Г. Нацыянальная ідэя — шлях народа (Генезіс праблемы) / А. Г. Слука. — Мінск, 2005. — 426 с.
- Слука, А. Г. Ідэалогія беларускай дзяржаўнасці (метадалогія фарміравання) / А. Г. Слука. — Мінск, 2007. — 233 с.
- Слука, А. Г. Нацыянальная ідэя / А. Г. Слука. — Мінск, 2008. — 363 с.
- Слука, А. Г. Беларуская журналістыка: вучэб. дапам.: у 3 ч. / А. Г. Слука. — Мінск, 2000—2009. — Ч. 1. — 2000. — 230 с.; Ч. 2. — 2003. — 234 с.; Ч. 3. — 2009. — 398 с.
- Слука, О. Г. Идеологические процессы в Беларуси / О. Г. Слука. — Минск: РИВШ, 2010. — 218 с.
- Слука, А. Г. Беларуская журналістыка: падручнік / А. Г. Слука. — Мінск: БДУ, 2011. - 447 с.
- Слука, О. Г. СМИ Беларуси в условиях строительства социально ориентированной экономики / О. Г. Слука. — Минск: БГУ, 2011. — 57 с.
- Слука, О. Г. Идеология современного развития Республики Беларусь в воспитательном процессе / О. Г. Слука // Идеология белорусского государства в процессе формирования личности специалиста : сб. статей / Под ред. О. Г. Слуки (гл. ред.) [и др.] – Минск : БГУ, 2012. – C. 84-93.
- Слука, О. Г. Медиасуверенитет в практике реализации / О. Г. Слука // Корпоративные стратегические коммуникации: тренды в профессиональной деятельности : материалы Третьей Междунар. науч.-практ. конф., Минск, 8–9 окт. 2020 г. / Белорус. гос. унт ; редкол.: О. М. Самусевич (отв. ред.) [и др.]. – Минск : БГУ, 2020. – С. 188-192.Медиасуверенитет в практике реализации / О. Г. Слука // Корпоративные стратегические коммуникации: тренды в профессиональной деятельности : материалы Третьей Междунар. науч.-практ. конф., Минск, 8–9 окт. 2020 г. / Белорус. гос. унт ; редкол.: О. М. Самусевич (отв. ред.) [и др.]. – Минск : БГУ, 2020. – С. 188-192.